# The Knave of Hearts
The Knave of Hearts é um mudo do gênero romance produzido no Reino Unido e lançado em 1919.